# Pete Miller
Richard „Pete“ Miller (* 4. Mai 1952) ist ein US-amerikanischer Basketballtrainer und -funktionär und ehemaliger -spieler.

## Laufbahn

### Spieler
Miller studierte bis 1975 an der San José State University. Da sich sein Ziel, sich im Sommer 1975 für einen Vertrag bei einer NBA-Mannschaft zu empfehlen, nicht erfüllte, wechselte er 1975 in die Niederlande. Dort war er als Berufsbasketballspieler bei NN Donar in Groningen (1975 bis 1978) tätig. 1978 beendete er in seinem Heimatland sein Studium und betätigte sich als Basketballtrainer. Chris Lee holte ihn nach Deutschland, Miller setzte seine Spielerlaufbahn in der deutschen Basketball-Bundesliga bei TuS 04 Leverkusen fort. Für Leverkusen spielte er in der Saison 1980/81 und kam in 28 Bundesliga-Spielen für die Rheinländer auf einen Durchschnitt von 13,3 Punkten je Begegnung. Später spielte er drei Jahre in der 2. Basketball-Bundesliga für den FC Bayern München.

### Trainer und Funktionär
Von 1985 bis 1987 war Miller als Trainer beim Münchener Verein DJK Sportbund tätig, von 1987 bis 1989 bei der SG München sowie von 1989 bis 1993 beim Zweitligisten Lotus München. 1993 wechselte Miller zur TG Landshut, für die er als Sportdirektor, während der Bundesliga-Saison 1995/96 teils auch als Trainer, beschäftigt war. Er war ab 1996/97 zwei Jahre beim Zweitligisten TSV Breitengüßbach als Trainer angestellt. 1998/99 arbeitete Miller für den Bundesligisten DJK Würzburg als Späher, 2000 kehrte er nach Landshut zurück und war dort bis 2005 als Sportdirektor, Assistenztrainer der Herrenmannschaft sowie Cheftrainer der zweiten Herrenmannschaft aktiv.
Im Sommer 2005 wurde er vom Bundesligisten Telekom Baskets Bonn als Sportdirektor eingestellt und betreute auch die U19-Mannschaft der Rheinländer in der Nachwuchs-Basketball-Bundesliga (NBBL). In den Spielzeiten 2006/07 und 2007/08 führte er die Mannschaft jeweils unter die besten Vier der NBBL. 2008 wechselte Miller als Cheftrainer zum niederländischen Erstligisten Aris Friesland Leeuwarden. Er blieb drei Jahre im Amt, in der Saison 2009/10 erreichte Aris unter seiner Leitung das Halbfinale der Meisterrunde in der niederländischen Ehrendivision.
Ab Saisonbeginn 2011/12 trainierte er den österreichischen Bundesligisten WBC Wels In der Spielzeit 2011/12 stieß Wels unter Miller ins Halbfinale der Playoffs vor.
Im März 2015 übernahm er das Cheftraineramt beim abstiegsgefährdeten BV Chemnitz 99 in der 2. Bundesliga ProA, nachdem zuvor bekannt gegeben wurde, dass Miller ab April 2015 als Sportdirektor der Chemnitzer fungieren würde. Er führte die Mannschaft zum Klassenerhalt und wechselte anschließend wie vorgesehen ins Amt des Sportdirektors. Im März 2016 kam es zwischen Miller und den Sachsen zur Trennung.
Anschließend war er zeitweilig als Spielervermittler tätig. Im August 2017 trat Miller seinen Dienst als Cheftrainer der Basketballakademie RTC Noord in Groningen sowie als Jugendtrainer bei Donar Groningen an. Mitte April 2021 machte ihn Erstligist Donar Groningen nach der Entlassung von Ivan Rudež bis zum Saisonende 2020/21 zum Übergangscheftrainer.